# Danilo Barthel
Pour les articles homonymes, voir Barthel.
Danilo Barthel, né le 24 octobre 1991, à Heidelberg, en Allemagne, est un joueur allemand de basket-ball. Il évolue aux postes d'ailier fort et de pivot.

## Carrière
En juillet 2020, Barthel rejoint le club turc de Fenerbahçe avec lequel il signe un contrat pour deux saisons.

## Palmarès
- Coupe d'Europe FIBA 2016
- Champion d'Allemagne 2018 et 2019 avec le Bayern Munich
- Champion de Turquie en 2022